# Lypha brimleyi
Lypha brimleyi är en tvåvingeart som först beskrevs av Charles Howard Curran 1926.  Lypha brimleyi ingår i släktet Lypha och familjen parasitflugor.
Artens utbredningsområde är Ontario. Inga underarter finns listade i Catalogue of Life.